# Venom: The Last Dance
Venom: The Last Dance is een Amerikaanse superheldenfilm uit 2024, geschreven en geregisseerd door Kelly Marcel in haar regiedebuut, gebaseerd op het gelijknamige personage uit de strips van Marvel Comics. De film is het vervolg op Venom (2018) en Venom: Let There Be Carnage (2021) en de vijfde film in het Sony's Spider-Man Universe.

## Verhaal
Eddie en Venom moeten op de vlucht en worden opgejaagd door hun beide werelden. Terwijl het net steeds dichterbij komt, wordt het duo gedwongen tot het nemen van een laatste verwoestende beslissing.

## Rolverdeling
| Acteur           | Personage                          |
| ---------------- | ---------------------------------- |
| Tom Hardy        | Eddie Brock / Venom                |
| Chiwetel Ejiofor | General Rex Strickland             |
| Juno Temple      | Dr. Teddy Payne                    |
| Rhys Ifans       | Martin Moon                        |
| Stephen Graham   | Detective Patrick Mulligan / Toxin |
| Peggy Lu         | Mrs. Chen                          |
| Clark Backo      | Sadie Christmas                    |
| Alanna Ubach     | Nova Moon                          |
| Cristo Fernández | Barman                             |
| Andy Serkis      | Knull (stem)                       |
| Jared Abrahamson | Captain Forrest                    |
| Hala Finley      | Echo Moon                          |
| Dash McCloud     | Leaf Moon                          |
| Reid Scott       | Head of Imperium                   |

## Productie
Tom Hardy verklaarde in augustus 2018 dat hij de hoofdrol zou spelen in drie Venom-films. Sony Pictures begon met de productie van de derde film in december 2021, nadat de tweede film was uitgebracht. Kelly Marcel en Tom Hardy waren het script in juni 2022 aan het schrijven en Marcel zou in oktober haar speelfilmregiedebuut maken. Nieuwe castleden, waaronder Chiwetel Ejiofor en Juno Temple, sloten zich medio 2023 aan.
De filmopnames begonnen eind juni 2023 in Cartagena (Spanje). De productie werd de volgende maand stopgezet vanwege de SAG-AFTRA-staking van 2023 en werd in november hervat nadat de staking was geëindigd. De filmopnames waren eind februari 2024 voltooid. De titel van de film werd een maand later onthuld.
Begin juni 2024 werd de eerste teaser trailer vrijgegeven.

## Release en ontvangst
Venom: The Last Dance ging op 21 oktober 2024 in wereldpremière bij de Regal Times Square theater in New York. De film kwam op 25 oktober 2024 in de Amerikaanse bioscopen. De film kreeg overwegend negatieve kritieken van de filmcritici, met een score van 41% op Rotten Tomatoes, gebaseerd op 208 beoordelingen.

### Kassaopbrengsten
Venom: The Last Dance ging in de Amerikaanse bioscopen in première naast Conclave met de verwachting van een bruto opbrengst in het openingsweekend van 65 miljoen Amerikaanse dollars in 4125 bioscopen. De film bracht uiteindelijk 51 miljoen dollar op in zijn openingsweekend en eindigde daarmee op de eerste plaats aan de kassa. Op 27 oktober 2024 had de film, samen met de opbrengst van 124 miljoen dollar in de andere gebieden, een totale opbrengst van 175 miljoen dollar.